# 美咲あかり (演歌歌手)
美咲 あかり（みさき あかり、7月29日 - ）は、日本の演歌歌手。新潟県長岡市出身。

## 概要
第5回、第6回の新潟県クラウン杯歌謡グランプリにおいて2年連続の入賞。 2006年10月にデビュー曲『朱里の舞』。2008年7月の『名残り川』『越後路ひとり旅』の発売。2009年7月の『波止場～恋模様』『戦国智将直江兼続』。2011年6月には、『北の港町』『あかり音頭』を発売。2012年5月には『魚沼の女（うおぬまのひと）』を発売。2015年7月25日には『夫婦灯り』『おりん哀しや』を発売
。

## シングル
- 魚沼の女/雪慕情（発売日:2012年05月23日）レーベル:キングレコード 作詞・岩田泰岳:補作詩・浜ゆうか:作曲・里見更:編曲・山田恵範[2]
- 夫婦灯り/おりん哀しや（発売日: 2015年07月22日）レーベル:キングレコード 作詞・萩原史情:作曲・里見更:編曲・川端マモル[3]